# موساشي (بارجة يابانية)
موساشي (بالإنجليزية: Musashi) هي واحدة من أربعة بوارج حربية كبيرة من فئة ياماتو كان مخطط أن يتم بناؤها للبحرية الإمبراطورية اليابانية، بدءاً من أواخر الثلاثينيات. سمت على إسم محافظة يابانية سابقة. كانت سفن فئة ياماتو (ياماتو وموساشي) ثقيلة وأقوى سفن حربية مسلحة تم بناؤها على الإطلاق، إزاحتها ما يقرب من 72,000 طن ومُسلحة بتسع أبراج مدافعية رئيسية عيار 460 مم. وتتكون أسلحتهم الثانوية من أربعة أبراج ثلاثية المدفع عيار 155 مم، إستُخدم سابقاً من قِبل طرادات فئة موغامي. كانت مجهزة بـ 6 أو 7 طائرات عائمة للإستطلاع.
تم إدخال موساشي الخدمة في منتصف عام 1942م، وتم تعديلها لتكون بمثابة السفينة القائدة للأسطول المشترك، وقضت بقية العام في التدريب والتحسين. تم نقل السفينة إلى تشوك لاغون، القاعدة البحرية الرئيسية لليابان في زمن الحرب في مسرح عمليات جنوب المحيط الهادئ، في أوائل عام 1943 أبحرت عدة مرات في ذلك العام مع الأسطول في عمليات بحث غير ناجحة عن القوات الأمريكية. تم استخدامها لنقل القوات والمعدات بين اليابان والعديد من الجزر المحتلة عدة مرات في عام 1944م. في أوائل عام 1944، تعرضت موساشي لطوربيد بواسطة غواصة أمريكية، مما أجبرها على العودة إلى اليابان لإجراء الإصلاحات، وخلال هذه الفترة قامت البحرية بتعزيز تسليحها المضاد للطائرات بشكل كبير. كانت حاضرة أثناء معركة بحر الفلبين في يونيو، لكنها لم تكن على اتصال بالقوات السطحية الأمريكية. أثناء معركة خليج ليتي، غرقت موساشي نتيجة لحوالي 19 طوربيدًا و17 قنبلة أطلقتها طائرات حاملة الطائرات الأمريكية في 24 أكتوبر 1944م. تم إنقاذ أكثر من نصف طاقمها. تم العثور على حطامها في مارس 2015 من قبل فريق من الباحثين يعملون تحت إشراف بول ألين، المؤسس المشارك لشركة مايكروسوفت.

## التصميم
توقعت البحرية الإمبراطورية اليابانية أنها لن تكون قادرة على إنتاج العدد الكافي من السفن مثل الولايات المتحدة، لذلك تم تصميم السفن من فئة ياماتو بحجمها الكبير وتسليحها الثقيل لتكون متفوقة بشكل فردي على البوارج الأمريكية. بلغ طول موساشي 244 متر (800 قدم 6 بوصة) بين الخطوط العمودية و 263 متر (862 قدم 10 بوصة) الإجمالي. كان عرض خط الماء الخاص بها 38.9 متر (127 قدم 7 بوصة) والغاطس 10.86 متر (35 قدم 8 بوصة). كانت أزاحتها 64,000 طن للإزاحة القياسية. تألف طاقمها من 2,500 ضابط وجندي في عام 1942م، وحوالي 2800 في عام 1944م.
كانت البارجة تحتوي على أربع مجموعات من التوربينات البخارية، كل منها كان يدير عمود مروحة واحد. تم تصميم التوربينات لإنتاج إجمالي 150,000 shaft حصان (110,000 كـو)، باستخدام البخار الذي توفره 12 غلاية أنابيب مياه، مما يمنح السفينة سرعة قصوى تبلغ 27.5 عقدة (50.9 كم/س؛ 31.6 ميل/س). كانت لديها سعة تخزين تبلغ 6,300 طن كبير (6,400 t) من زيت الوقود، مما يعطي مدى يبلغ 7,200 ميل بحري (13,300 كـم؛ 8,300 ميل)، بسرعة 16 عقدة (30 كم/س؛ 18 ميل/س).

### التسليح

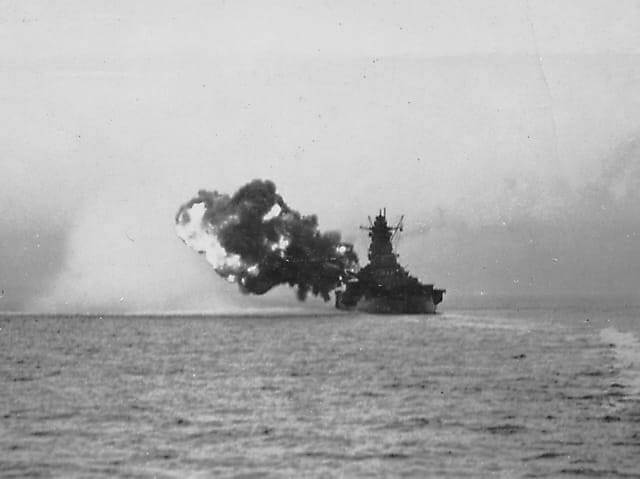
موساشي تطلق مدافعها مقاس 46 سم في تجارب بحرية قبالة مضيق إيونادا بالقرب من أويتا، 26 يوليو 1942م.

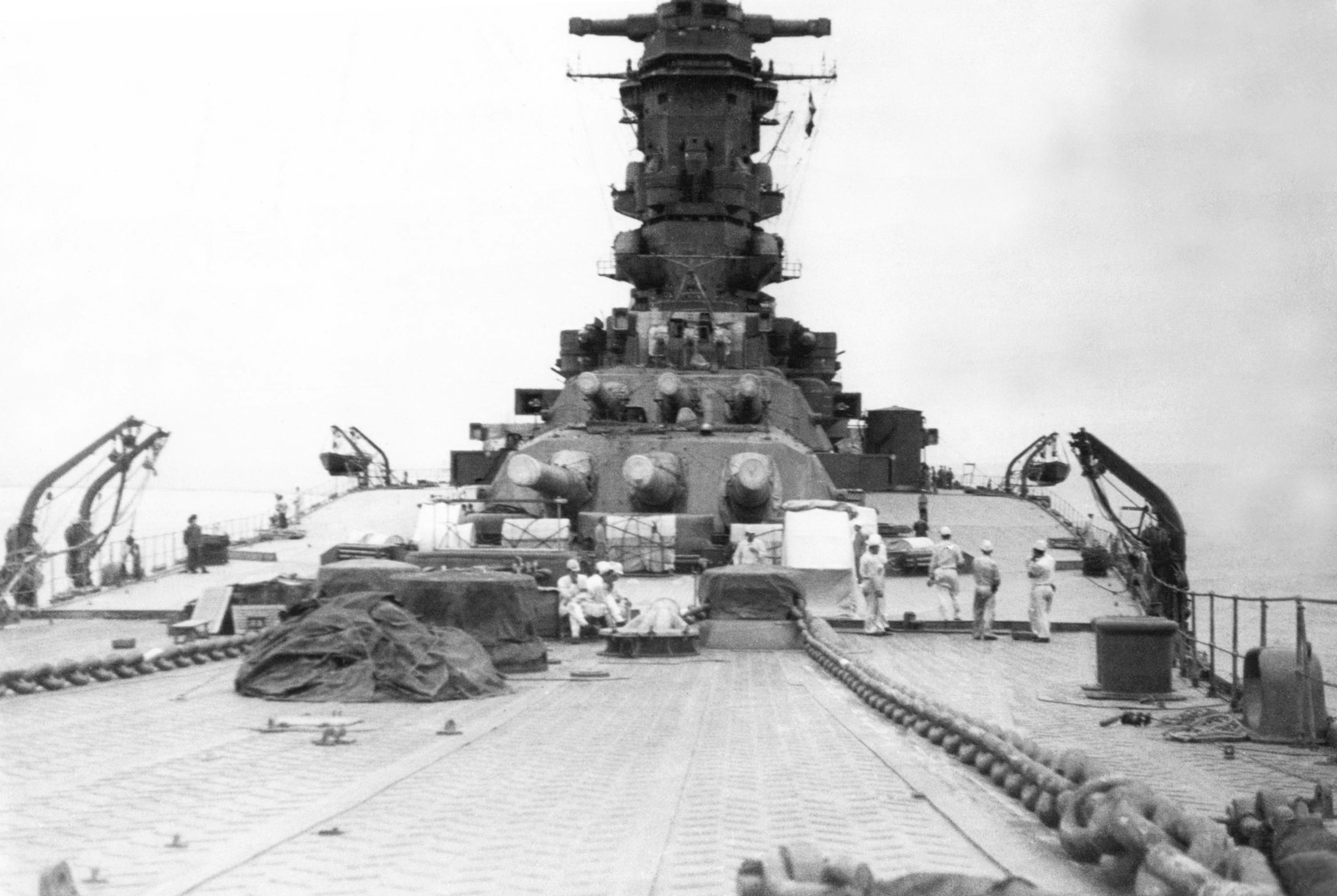
موساشي، أغسطس 1942م، كما شوهدت من القوس.

تتكون البطارية الرئيسية لموساشي من تسعة بطاريات عيار 460 مم وهو أكبر عيار بطارية نُصب على سفينة على الإطلاق، مثبتة في ثلاثة أبراج ثلاثية المدافع، مرقمة من الأمام إلى الخلف. كان معدل إطلاق النار في المدافع يتراوح بين 1.5 إلى 2 طلقة في الدقيقة. تتكون البطارية الثانوية للسفينة من اثني عشر مدفعًا عيار 155 مم، مثبتة في أربعة أبراج ثلاثية، واحد في كل من مقدمة ومؤخرة الهيكل العلوي وواحد على كل جانب في منتصف السفينة. تم توفير دفاع مضاد للطائرات الثقيلة من خلال اثني عشر مدفع من عيار 127 مم ثنائية الغرض في ستة أبراج مزدوجة، ثلاثة على كل جانب من البنية الفوقية. كما حملت موساشي أيضًا ستة وثلاثين مدفع بقطر 25 مم خفيف مضادة للطائرات من طراز 96 في 12 بطارية ثلاثية المدافع، جميعها مثبتة على الهيكل العلوي.

### التدريع
كان الحزام المدرع الخاص بالسفينة مطابقًا لحزام درع البارجة ياماتوا بسمك 410 مليمتر (16.1 بوصة) سميكة ومائلة للخارج بزاوية 20 درجة للأعلى. أسفله كان هناك شريط من الدروع يتراوح سمكه من 270 إلى 200 مليمتر (10.6 إلى 7.9 بوصة)؛ ثم يتقلص سمكها إلى 75 مليمتر (3.0 بوصة) عند الحافة السفلية. تراوحت سماكة دروع السطح من 230 إلى 200 مليمتر (9.1 إلى 7.9 بوصة). تم حماية الأبراج بلوحة مدرعة بسمك في الواجهة، و250 مليمتر (9.8 بوصة) 270 على الجانبين، و270 مم على السقف. تم حماية أقواس الأبراج بواسطة دروع يتراوح سمكها بين 560 إلى 280 مم، وتم حماية أبراج المدافع عيار 155 مم بواسطة صفائح مدرعة يبلغ سمكها 50 مم.كانت جوانب برج القيادة بسمك 500 مم وكان سقفه بسمك 200 مم. وتحت المخازن كانت هناك صفائح مدرعة بسمك 50 إلى 80 مم (2.0 إلى 3.1 بوصة) لحماية السفينة من أضرار الألغام. احتوت موساشي على 1147 حجرة مقاومة للماء (1065 تحت سطح الدرع و82 أعلاه) للحفاظ على الطفو في حالة حدوث أضرار في المعركة.

### الطائرات
تم تجهيز موساشي بمنجنيقين على سطحها الخلفي ويمكنها تخزين ما يصل إلى سبع طائرات عائمة في حظيرتها الموجودة أسفل سطحها. كانت السفينة تعمل بطائرات ثنائية السطح من طراز ميتسوبيشي F1M وطائرات أحادية السطح من طراز Aichi E13A 1 واستخدمت رافعة مثبتة في المؤخرة 6 طن للانتشال.

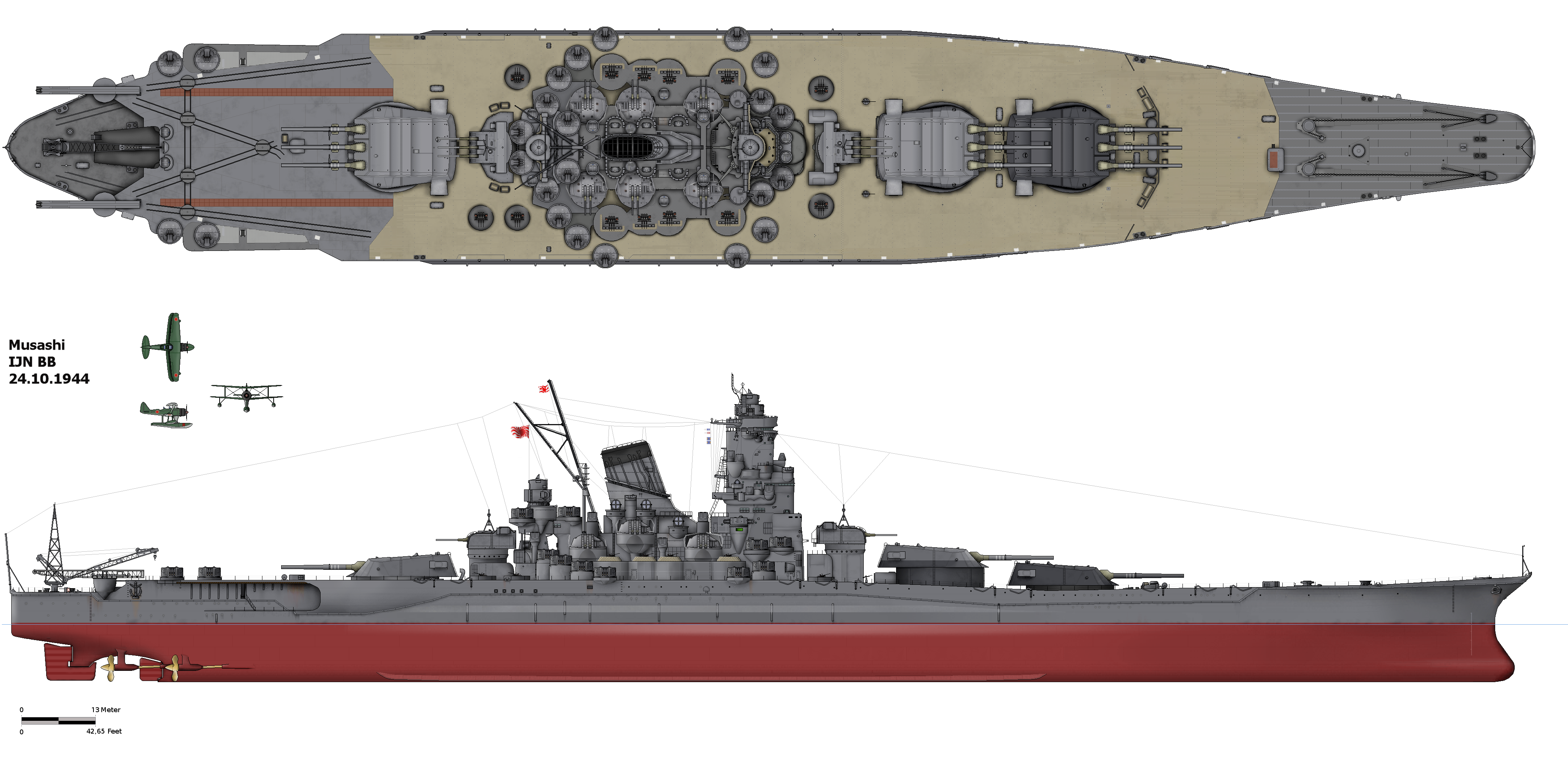
موساشي كما كانت في منتصف عام 1944م.

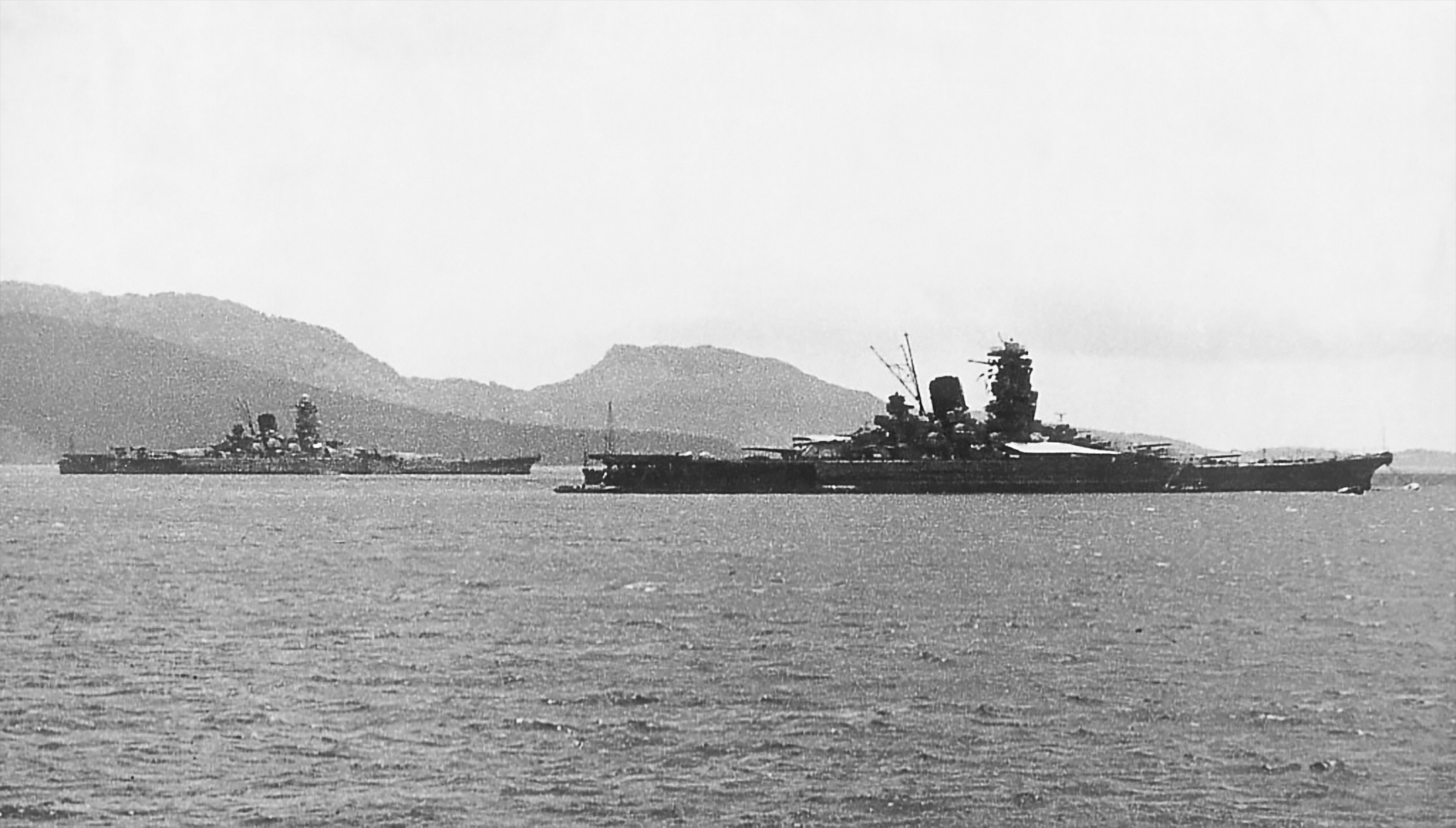
موساشي وياماتو في بحيرة تشوك في أوائل عام 1943م.

تم إطلاق موساشي في ناغازاكي في 5 أغسطس 1942، وتم تعيينها في فرقة البوارج الأولى، جنبًا إلى جنب مع ياماتو وناجاتو وميتسو. بعد خمسة أيام، أجرت السفينة تجارب على الآلات والتعامل مع الطائرات بالقرب من هاشيراجيما. تسليحها الثانوي تم تركيبه من 3 إلى 28 سبتمبر 1942 في كوري، بالإضافة إلى رادار من طراز 21. كانت السفينة تحت الضبط والتحسين بقية العام. تمت ترقية الكابتن أريما إلى رتبة أميرال خلفي في الأول من نوفمبر.
تم تعيين موساشي في الأسطول المشترك، بقيادة الأدميرال إيسوروكو ياماموتو، في 15 يناير 1943 وأبحرت إلى تشوك لاغون بعد ثلاثة أيام، ووصلت في 22 يناير. في 11 فبراير، حلت محل شقيقتها السفينة ياماتو باعتبارها السفينة القائدة للأسطول. في 3 أبريل، غادر ياماموتو موساشي وتوجه إلى رابول، في جزر بريطانيا الجديدة، لتوجيه «عملية آي-جو» شخصيًا، وهي هجوم جوي ياباني في جزر سليمان. تم اعتراض أوامره وفك شفرتها من قبل ماجيك، وقامت مقاتلات لوكهيد بي-38 لايتنينج الأمريكية بإسقاط طائرت نقله وقتله في عملية الانتقام بينما كان في طريقه من جزر بريطانيا الجديدة إلى بالال، جزيرة بوغاينفيل. في 23 أبريل، تم نقل رفاته المحروقة جواً إلى تشوك ووضعها في مقصورته على متن موساشي.
في 17 مايو، ردًا على الهجمات الأمريكية على جزيرة أتو ، قامت موساشي - مع حاملة الطائرات Hiyō، وطرادين ثقيلين وتسع مدمرات - بطلعة بحرية إلى شمال المحيط الهادئ. وعندما لم يتم إجراء أي اشتباك مع القوات الأمريكية، أبحرت السفن إلى كورشي في 23 مايو، حيث تم نقل رماد ياماموتو من السفينة استعدادًا لجنازة رسمية. بعد ذلك مباشرة، تم تعزيز قوة مهام موساشي بشكل كبير لشن هجوم مضاد على القوات البحرية الأمريكية قبالة أتو، ولكن تم الاستيلاء على الجزيرة قبل أن تتمكن القوة من التدخل. في 9 يونيو، تم استبدال أريما بالكابتن كيزو كومورا. في 24 يونيو، أثناء إجراء الإصلاحات في ترسانة يوكوسوكا البحرية ، زار الإمبراطور هيروهيتو وضباط بحريون رفيعو المستوى موساشي . من 1 إلى 8 يوليو، تم تجهيز السفينة بزوج من الرادارات من النوع 22 في كورشي. أبحرت إلى تروك في 30 يوليو ووصلت إلى هناك بعد ستة أيام، حيث استأنفت منصبها كسفينة قائدة للأسطول للأدميرال مينيتشي كوجا .

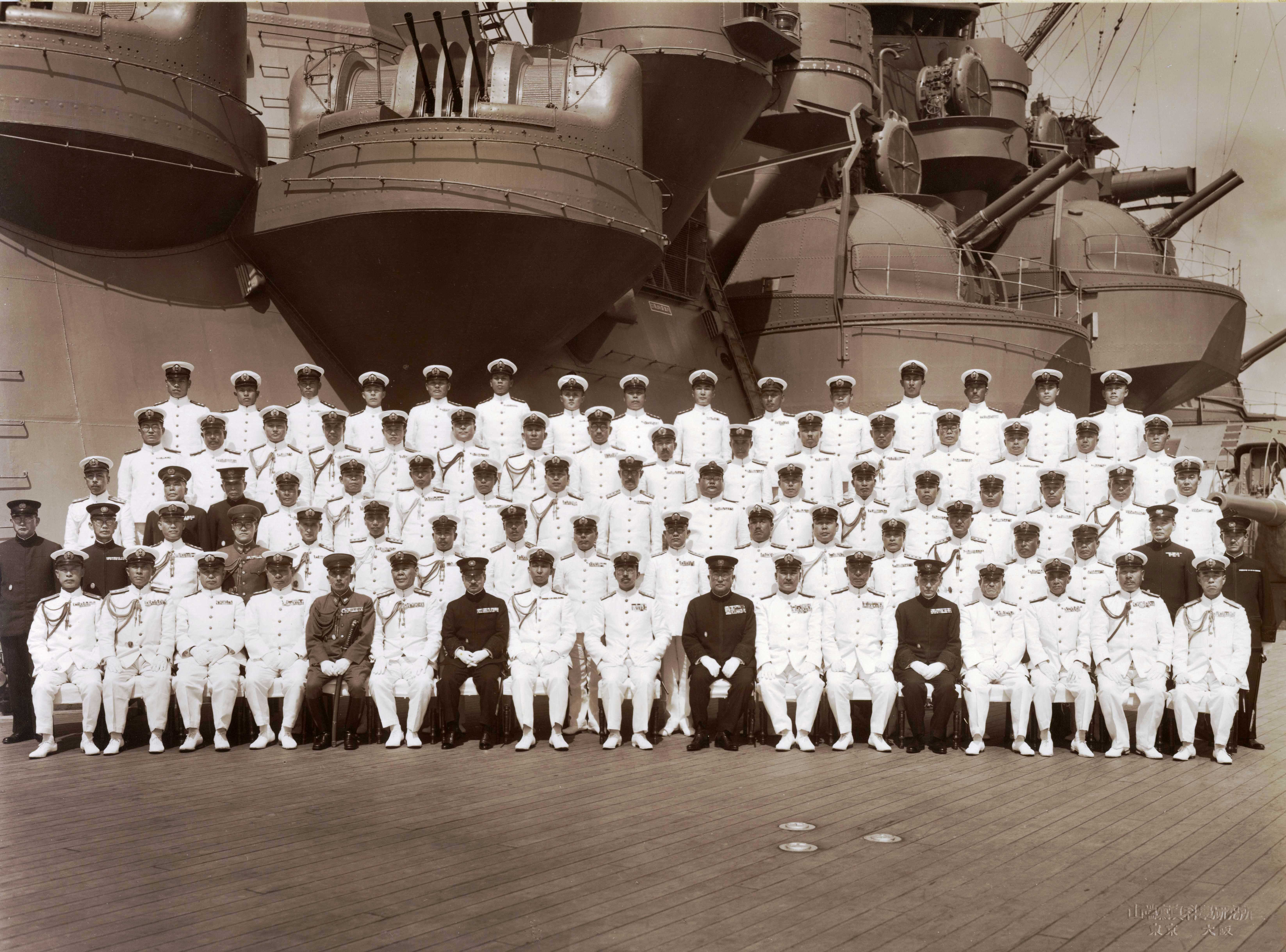
الإمبراطور هيروهيتو ومساعدوه على متن موساشي ، 24 يونيو 1943. تظهر في الخلفية زوجين من مدفعين مزدوجين عيار 127 ملم (5 بوصات) ومدفع مضاد للطائرات ثلاثي عيار 25 ملم (1 بوصة).

### معركة خليج ليتي

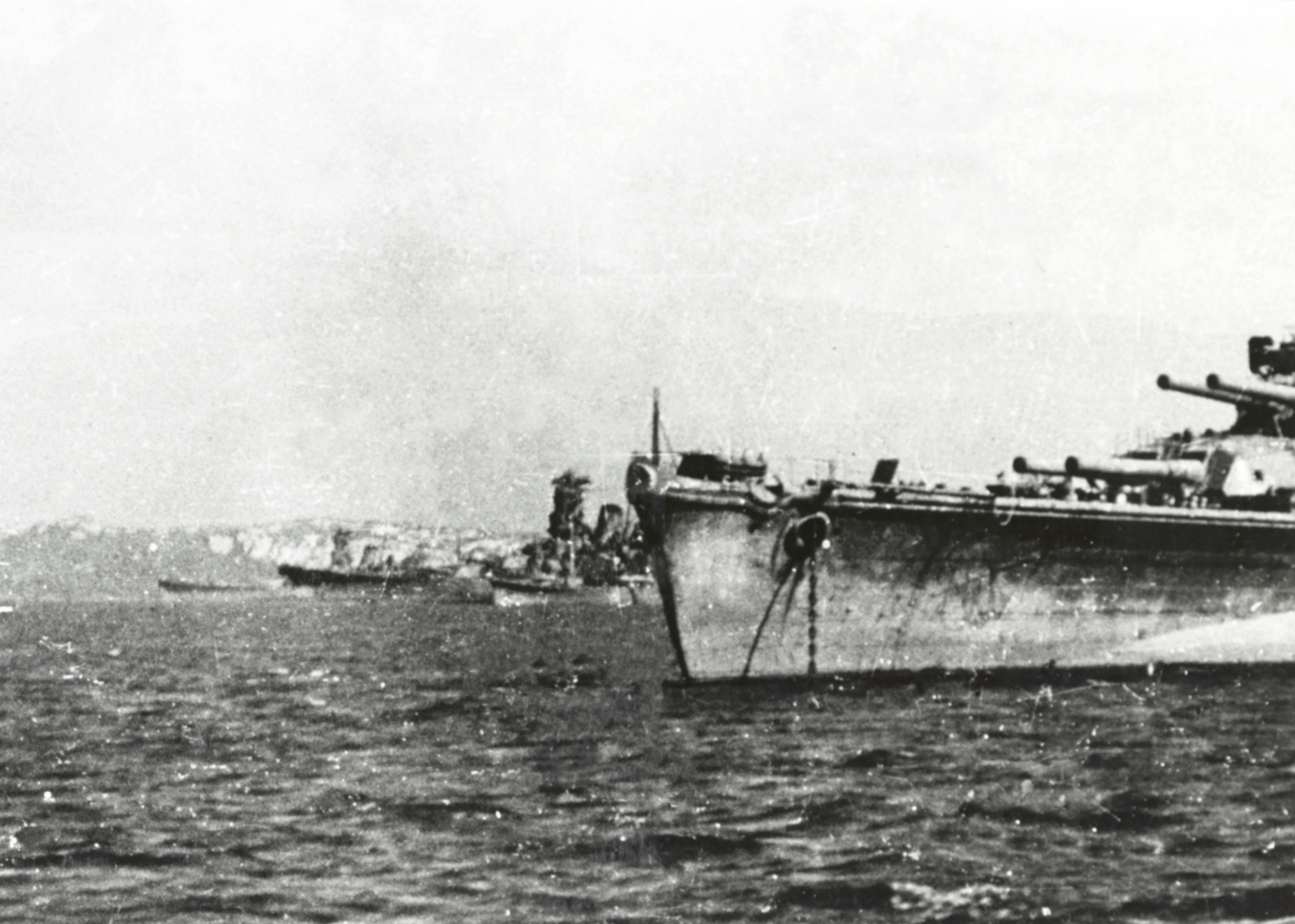
السفن الحربية اليابانية في بروناي، بورنيو، في أكتوبر 1944، تم تصويرها قبل معركة خليج ليتي مباشرة. السفن هي من اليسار إلى اليمين: موساشي ، ياماتو ، موجامي ، وناغاتو.

حل الكابتن توشيهيرا إينوغوتشي محل أساكورا في قيادة موساشي في 12 أغسطس 1944 وتمت ترقيته إلى رتبة أميرال خلفي في 15 أكتوبر. بعد ثلاثة أيام، أبحرت السفينة إلى خليج بروناي ، بورنيو للانضمام إلى الأسطول الياباني الرئيسي استعدادًا لـ «عملية شو -1»، الهجوم المضاد المخطط له ضد عمليات الإنزال الأمريكية في ليتي. كانت الخطة اليابانية تقضي بقيام قوات حاملة الطائرات التابعة «لأوزاوا» بجذب أساطيل حاملات الطائرات الأمريكية شمال ليتي حتى تتمكن قوة التضليل الأولى التابعة للأدميرال كوريتا (المعروفة أيضًا باسم القوة المركزية) من دخول خليج ليتي وتدمير القوات الأمريكية التي تنزل على الجزيرة. غادرت موساشي ، برفقة بقية قوة كوريتا، بروناي إلى الفلبين في 22 أكتوبر.

#### الغرق في بحر سيبويان
في 24 أكتوبر، أثناء عبور بحر سيبويان، تم رصد سفن الاسطول بواسطة طائرة استطلاع من حاملة الأسطول USS Intrepid . وبعد مرور أكثر من ساعتين بقليل، تعرضت البارجة الحربية لهجوم من قبل ثماني قاذفات قنابل من طراز Curtiss SB2C Helldiver من حاملة الطائرات Intrepid في الساعة 10:27. أصابت قنبلة 230-كيلوغرام (500 رطل) سقف البرج رقم 1، لكنها فشلت في اختراقه. بعد دقيقتين، أصيبت موساشي في منتصف السفينة بطوربيد من طائرة جرومان أفينجر. غمرت السفينة 3000 طن من الماء ومالت بمقدار 5.5 درجة إلى اليمين وتم تخفيضها لاحقًا إلى درجة واحدة عن طريق غمر المقصورات على الجانب الآخر. خلال هذا الهجوم، تم إسقاط طائرتين من طراز أفينجرز.

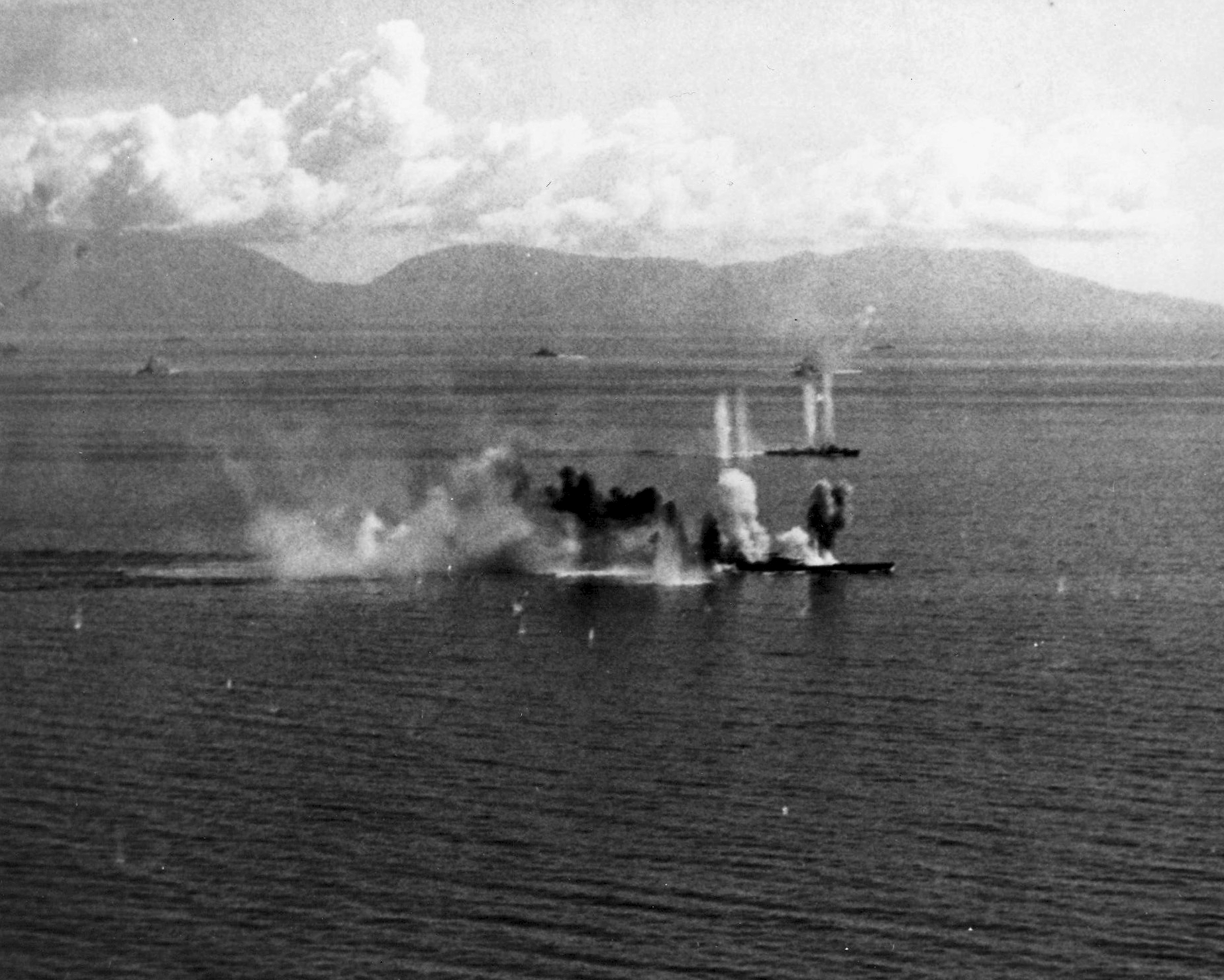
موساشي تتعرض لهجوم من قبل طائرات حاملة طائرات أمريكية خلال معركة خليج ليتي.

بعد ساعة ونصف، هاجم ثمانية طائرات هيلدايفر موساشي مرة أخرى. أصابت قنبلة الطابق العلوي ولم تنفج، وأصابت قنبلة أخرى الجانب الأيسر من الطابق واخترقت طابقين علويين قبل أن تنفجر فوق إحدى غرف المحركات. تسببت الشظايا في كسر أنبوب البخار في غرفة المحرك، مما أدى إلى إخلائها، وكذلك غرفة المرجل المجاورة. تم فقدان الطاقة في عمود المروحة الداخلي وانخفضت سرعة السفينة إلى 22 عقدة (41 كم/س؛ 25 ميل/س) . أسقطت نيران المضادات الجوية طائرتين من طراز هيلدايفر خلال هذا الهجوم. وبعد مرور ثلاث دقائق، هاجمت تسعة طائرات أفينجرز من جانبي السفينة، مسجلة ثلاث ضربات طوربيد على الجانب الأيسر. أصابت واحدة البرج رقم 1، وأغرقت الثانية غرفة الآلات الهيدروليكية، مما أجبر الأبراج الرئيسية على التحول إلى مضخات هيدروليكية مساعدة، وأغرقت الثالثة غرفة محرك أخرى. تم ضرب موساشي بإجمالي يقدر بنحو 19 طوربيدًا و 17 قنبلة.

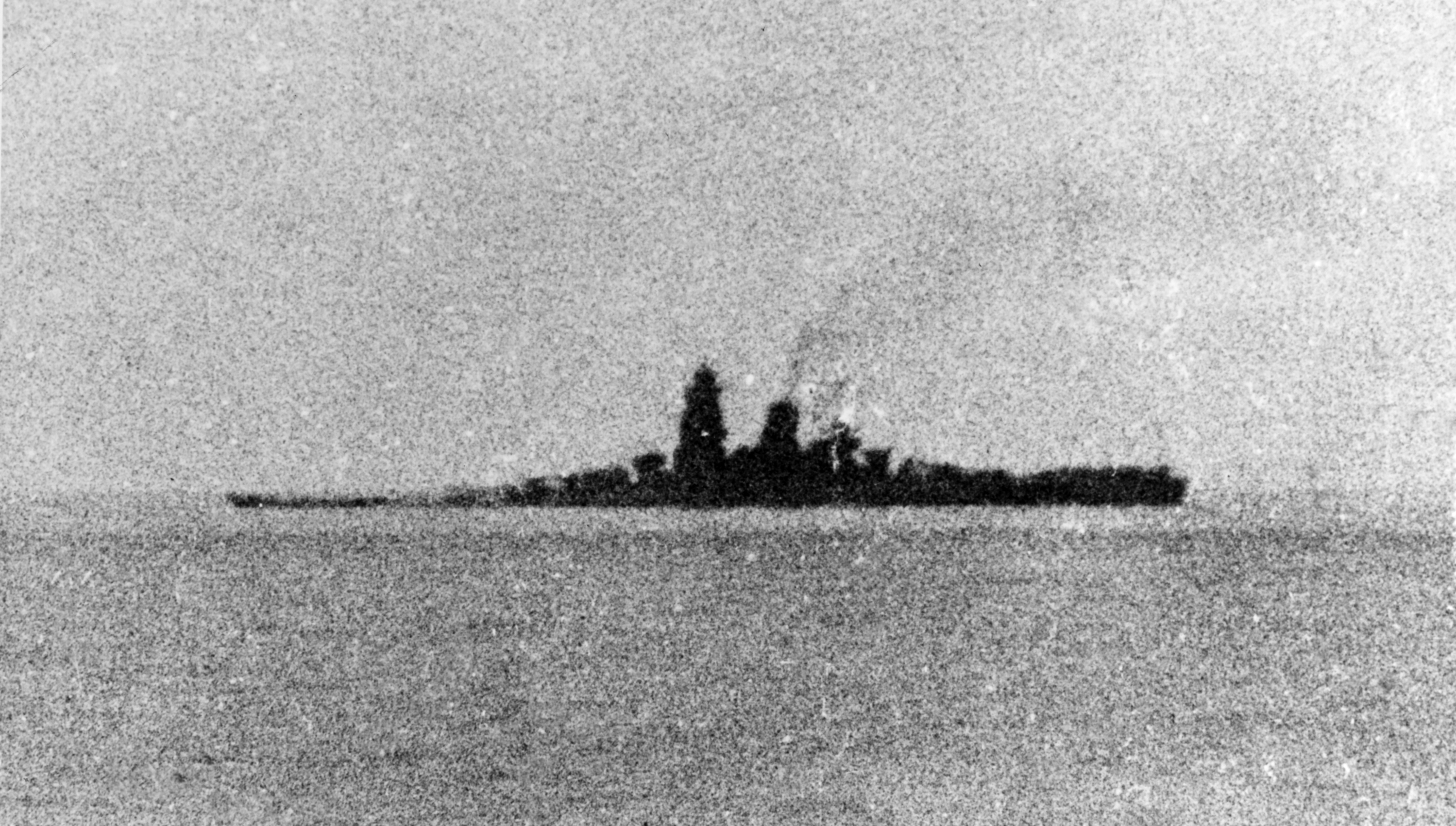
موساشي مع مقدمة السفينة مغمورة بالمياه بعد الهجمات الجوية، قبل غرقها بفترة وجيزة.

ترك كوريتا موساشي للدفاع عن نفسها في الساعة 15:30، وقابلها مرة أخرى في الساعة 16:21. كانت مقدمة السفينة مغمورة بالمياه. فأرسل طرادًا ثقيلًا ومدمرتين لمرافقتها بينما بُذلت جهود محمومة لتصحيح مقدمت السفينة المغمورة، بما في ذلك إغراق غرفة محرك أخرى وبعض غرف الغلايات. توقفت محركاتها قبل أن تتمكن من الوصول إلى الشاطئ . في الساعة 19:15 وصلت قائمتها إلى 12 درجات وأُمر طاقمها بالاستعداد لمغادرة السفينة، وهو ما فعلوه بعد خمسة عشر دقيقة عندما وصلت القائمة إلى 30 درجة.درجة. انقلبت السفينة موساشي في الساعة 19:36 وغرقت على عمق 1,350 متر (4,430 قدم) من الماء في الموقع 13°07′N 122°32′E / 13.117°N 122.533°E. اختار نائب الأميرال الياباني توشيهيرا الغرق بسفينته؛ وتم إنقاذ 1,376 من طاقمها المكون من 2,399 فردًا. وتم إجلاء حوالي نصف الناجين إلى اليابان، وشارك الباقون في الدفاع عن الفلبين. كما أنقذت المدمرة شيماكازي 635 من الناجين من موساشي.[2]